# 音更町
音更町（おとふけちょう）は、北海道十勝総合振興局にある町。北海道内の町村の中では最も人口の多い町として知られる。

## 概要
町名の由来は、アイヌ語の「オトプケ」（毛髪が生ずる）が転訛したもの。音更川と然別川、士幌川の支流がたくさん流れているところからついたと言われている。農業を基幹産業としており、小麦や小豆の作付面積・収穫量が日本一となっているほか（平成30年産）、ニンジンの作付面積・出荷量が北海道一となっている（平成25年産）。また、大豆品種の音更大袖（音更大袖振）の発祥地である。 家畜改良センター十勝牧場は4,092ヘクタールの広さがあり、日本国内に12ヶ所ある家畜改良センターの中で最大規模になっている。

## 地理
十勝平野のほぼ中央部に位置し、南は十勝川を隔てて帯広市と幕別町に、北は士幌町、西は鹿追町と芽室町、東は池田町に接している。町内東部の南北に長流枝内丘陵があるほかはほぼ平坦な地形であり、音更川を中央に士幌川、然別川が北から南に流れており、いずれも十勝川に注いでいる。
- 山：国見山
- 河川：十勝川、音更川、鈴蘭川、然別川、ペンケチン川、矢部川、士幌川、長流枝内川

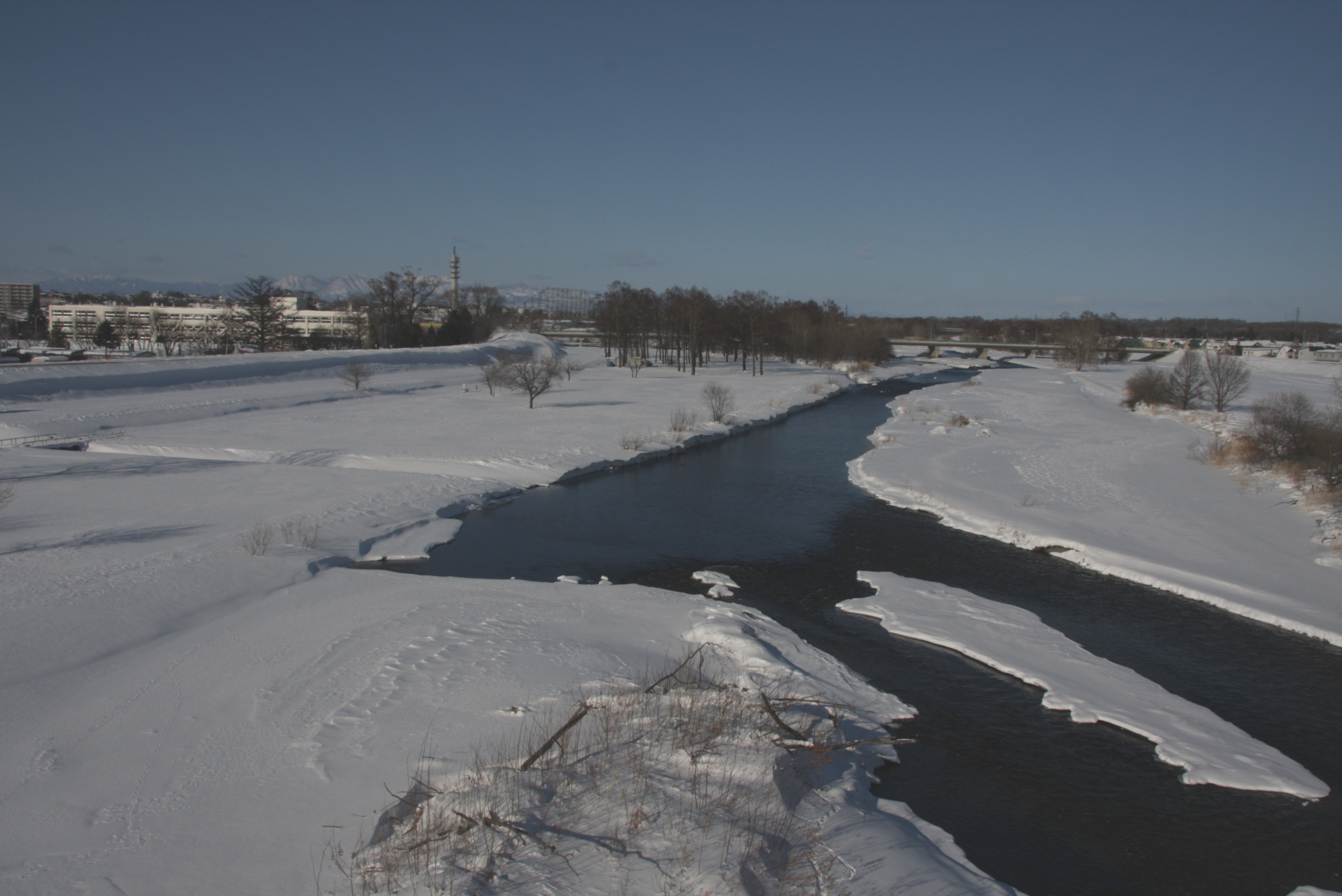
音更川（2013年1月）

### 人口
音更町は、昭和40年代後半からモータリゼーションの進展に伴い帯広市のベッドタウンとして市街地や団地の拡大などにより人口増加が進んでいった。2005年（平成17年）から2010年（平成22年）までの5年間の人口増減をみると、北海道内で比較的高い増加率で人口が増えている。
| |                                        |  |
| 音更町と全国の年齢別人口分布（2005年） | 音更町の年齢・男女別人口分布（2005年） |  |
| ■紫色 ― 音更町 ■緑色 ― 日本全国 | ■青色 ― 男性 ■赤色 ― 女性              |  |
| 音更町（に相当する地域）の人口の推移 \| 1970年（昭和45年） \| 24,118人 \| \| \| 1975年（昭和50年） \| 26,933人 \| \| \| 1980年（昭和55年） \| 31,134人 \| \| \| 1985年（昭和60年） \| 33,970人 \| \| \| 1990年（平成2年） \| 33,977人 \| \| \| 1995年（平成7年） \| 37,528人 \| \| \| 2000年（平成12年） \| 39,201人 \| \| \| 2005年（平成17年） \| 42,452人 \| \| \| 2010年（平成22年） \| 45,104人 \| \| \| 2015年（平成27年） \| 44,807人 \| \| \| 2020年（令和2年） \| 43,576人 \| \| |                                        |  |
| 総務省統計局 国勢調査より |                                        |  |
| 1970年（昭和45年） | 24,118人                               |  |
| 1975年（昭和50年） | 26,933人                               |  |
| 1980年（昭和55年） | 31,134人                               |  |
| 1985年（昭和60年） | 33,970人                               |  |
| 1990年（平成2年） | 33,977人                               |  |
| 1995年（平成7年） | 37,528人                               |  |
| 2000年（平成12年） | 39,201人                               |  |
| 2005年（平成17年） | 42,452人                               |  |
| 2010年（平成22年） | 45,104人                               |  |
| 2015年（平成27年） | 44,807人                               |  |
| 2020年（令和2年） | 43,576人                               |  |

### 町内の地名の変遷
- 1925年（大正14年） - 村内の5大字を行政字に再編。
  - 音更村 → 下音更、中音更、下士幌、中士幌
  - 然別村 → 然別
  - 東士狩村 → 上然別、下然別
  - 凋寒村 → オサルシナイ
  - 蝶多村 → アネップ、オサルシナイ、中士幌、下士幌
- 1976年（昭和51年）
  - 下音更の一部 → 大通北1丁目、大通1〜15丁目、新通北1〜2丁目、新通1〜15丁目、北明台、柏寿台、北陽台、桜が丘、桜が丘西、元町、雄飛が丘、希望が丘、住吉台、東通10〜15丁目
- 1977年（昭和52年）
  - 下音更の一部 → 大通16〜20丁目、新通16〜20丁目、南住吉台、東通16〜20丁目、柳町北区、柳町仲区、柳町南区、木野大通東1〜19丁目、木野大通西1〜19丁目、木野東通1〜5丁目、木野西通4〜19丁目、緑陽台北区、緑陽台仲区、緑陽台南区、共栄台東10〜13丁目、共栄台西11〜13丁目、木野新町、北鈴蘭北2〜5丁目、北鈴蘭南1〜5丁目、中鈴蘭元町、中鈴蘭北5〜6丁目、中鈴蘭南1〜6丁目、南鈴蘭北1〜6丁目、南鈴蘭南1〜6丁目、鈴蘭公園、木野公園下町
  - 下士幌の一部 → 木野大通東1〜19丁目、木野東通1〜5丁目、柳町南区
- 1978年（昭和53年）
  - 中音更の一部 → 駒場、南中音更、西中音更、東士狩、十勝種畜牧場、駒場本通1〜5丁目、駒場北1条通～2条通、駒場南1条通〜4条通、駒場北町、駒場西町、駒場南町、駒場平和台
  - 然別の一部 → 万年、高倉、上然別
  - 上然別の一部 → 万年、高倉、上然別
  - 下然別の一部 → 万年
- 1979年（昭和54年）
  - 下音更の一部 → 宝来北5〜6条、宝来南1条
  - 中音更の一部 → 駒場東
  - 下士幌の一部 → 宝来本通1〜8丁目、宝来南1〜2条、宝来北1〜6条、十勝川温泉南1〜20丁目、十勝川温泉北1〜20丁目、東和、東和基線、東和東1〜8線、東和西1〜5線
  - アネップの一部 → 東和
- 1980年（昭和55年）
  - 下士幌の一部 → 長流枝
  - 中士幌 → 東音更幹線、東音更基線、東音更幹線東1〜2線、東音更幹線西1線、東音更西1〜3線、東音更東1〜9線、東音更、豊田基線、豊田、豊田東1〜10線、豊田西1〜2線
  - オサルシナイ → 長流枝、長流枝幹線、下士幌、下士幌幹線
  - アネップ（残部）→ 長流枝
- 1998年（平成10年）
  - 宝来の一部 → ひびき野東町、ひびき野仲町、ひびき野西町
- 2000年（平成12年）
  - 下音更の一部 → すずらん台北町、すずらん台仲町、すずらん台南町
- 2022年（令和4年）
  - 音更西2線の一部、音更西3線の一部、下音更北9線西の一部 → なつぞら[7]

## 気候
ケッペンの気候区分によると、音更町は湿潤大陸性気候に属する。寒暖の差が大きく気温の年較差、日較差が大きい顕著な大陸性気候である。降雪量が多く、豪雪地帯に指定されている。冬季は-25℃を下回る気温が観測されることが珍しくなく、寒さが厳しい。
- 最高気温：38.2°C（2025年7月24日）
- 最低気温：-32.1°C（2000年1月27日）
- 最大日降水量：142mm（1988年11月24日）
- 最大瞬間風速：27.9 m/s（2012年4月4日）
- 夏日最多日数：71日（2023年）
- 真夏日最多日数：26日（2023年）
- 猛暑日最多日数：4日（2017年）
- 熱帯夜最多日数：1日（2023年）
- 冬日最多日数：184日（1996年、1981年）
- 真冬日最多日数：94日（1981年）

| 音更町駒場（駒場地域気象観測所）の気候                       | 音更町駒場（駒場地域気象観測所）の気候 | 音更町駒場（駒場地域気象観測所）の気候 | 音更町駒場（駒場地域気象観測所）の気候 | 音更町駒場（駒場地域気象観測所）の気候 | 音更町駒場（駒場地域気象観測所）の気候 | 音更町駒場（駒場地域気象観測所）の気候 | 音更町駒場（駒場地域気象観測所）の気候 | 音更町駒場（駒場地域気象観測所）の気候 | 音更町駒場（駒場地域気象観測所）の気候 | 音更町駒場（駒場地域気象観測所）の気候 | 音更町駒場（駒場地域気象観測所）の気候 | 音更町駒場（駒場地域気象観測所）の気候 | 音更町駒場（駒場地域気象観測所）の気候 |
| 月                                                           | 1月                                    | 2月                                    | 3月                                    | 4月                                    | 5月                                    | 6月                                    | 7月                                    | 8月                                    | 9月                                    | 10月                                   | 11月                                   | 12月                                   | 年                                     |
| ------------------------------------------------------------ | -------------------------------------- | -------------------------------------- | -------------------------------------- | -------------------------------------- | -------------------------------------- | -------------------------------------- | -------------------------------------- | -------------------------------------- | -------------------------------------- | -------------------------------------- | -------------------------------------- | -------------------------------------- | -------------------------------------- |
| 最高気温記録 °C （°F）                                       | 6.6 (43.9)                             | 11.0 (51.8)                            | 16.7 (62.1)                            | 29.8 (85.6)                            | 37.7 (99.9)                            | 37.8 (100)                             | 38.2 (100.8)                           | 36.2 (97.2)                            | 33.1 (91.6)                            | 28.9 (84)                              | 20.8 (69.4)                            | 13.1 (55.6)                            | 38.2 (100.8)                           |
| 平均最高気温 °C （°F）                                       | −2.3 (27.9)                            | −1.2 (29.8)                            | 3.6 (38.5)                             | 11.2 (52.2)                            | 17.4 (63.3)                            | 20.7 (69.3)                            | 23.8 (74.8)                            | 24.9 (76.8)                            | 21.4 (70.5)                            | 15.2 (59.4)                            | 7.5 (45.5)                             | 0.2 (32.4)                             | 11.9 (53.4)                            |
| 日平均気温 °C （°F）                                         | −8.1 (17.4)                            | −7.2 (19)                              | −1.6 (29.1)                            | 5.0 (41)                               | 10.9 (51.6)                            | 14.7 (58.5)                            | 18.4 (65.1)                            | 19.6 (67.3)                            | 16.0 (60.8)                            | 9.4 (48.9)                             | 2.6 (36.7)                             | −4.6 (23.7)                            | 6.3 (43.3)                             |
| 平均最低気温 °C （°F）                                       | −15.6 (3.9)                            | −15.2 (4.6)                            | −7.8 (18)                              | −1.0 (30.2)                            | 4.5 (40.1)                             | 9.5 (49.1)                             | 14.1 (57.4)                            | 15.3 (59.5)                            | 10.9 (51.6)                            | 3.5 (38.3)                             | −2.5 (27.5)                            | −10.7 (12.7)                           | 0.4 (32.7)                             |
| 最低気温記録 °C （°F）                                       | −32.1 (−25.8)                          | −30.9 (−23.6)                          | −26.9 (−16.4)                          | −14.7 (5.5)                            | −5.5 (22.1)                            | −1.0 (30.2)                            | 1.9 (35.4)                             | 3.7 (38.7)                             | −0.8 (30.6)                            | −5.7 (21.7)                            | −18.1 (−0.6)                           | −25.9 (−14.6)                          | −32.1 (−25.8)                          |
| 降水量 mm （inch）                                           | 27.2 (1.071)                           | 19.9 (0.783)                           | 32.3 (1.272)                           | 51.1 (2.012)                           | 79.0 (3.11)                            | 78.6 (3.094)                           | 116.9 (4.602)                          | 148.9 (5.862)                          | 131.2 (5.165)                          | 77.0 (3.031)                           | 45.1 (1.776)                           | 38.7 (1.524)                           | 845.9 (33.303)                         |
| 平均降水日数 （≥1.0 mm）                                     | 4.9                                    | 4.3                                    | 6.1                                    | 7.7                                    | 9.5                                    | 9.8                                    | 10.8                                   | 11.9                                   | 10.9                                   | 8.7                                    | 7.3                                    | 6.2                                    | 98.1                                   |
| 平均月間日照時間                                             | 175.7                                  | 176.5                                  | 212.0                                  | 188.4                                  | 183.3                                  | 143.1                                  | 119.2                                  | 123.9                                  | 145.8                                  | 172.4                                  | 159.5                                  | 160.9                                  | 1,956.7                                |
| 出典：気象庁（平均値：1991年 - 2020年、極値：1977年 - 現在） |                                        |                                        |                                        |                                        |                                        |                                        |                                        |                                        |                                        |                                        |                                        |                                        |                                        |

## 歴史
「音更町統計書」参照
- 1858年（安政05年）：松浦武四郎がトカチ内陸を探検し、音更地内に立ち入る。
- 1874年（明治07年）：アメリカ人のベンジャミン・スミス・ライマンが、大雪山方面から十勝入りして音更川を踏査。
- 1879年（明治12年）：大川宇八郎が音更に入地。アイヌとの交易を始める。
- 1894年（明治27年）：増田立吉が下士幌で水稲試作。
- 1896年（明治29年）：帯広－音更間の道路建設（現在の国道241号）。
- 1900年（明治33年）：依馬嘉平により温泉開湯（後の十勝川温泉）。
- 1901年（明治34年）：下帯広外11村戸長役場から分離。音更外2村（然別・東士狩）戸長役場を開設。
- 1905年（明治38年）：十勝川に開成橋（十勝大橋の前身）架橋。
- 1906年（明治39年）：音更外2村戸長役場を廃止、音更村として2級町村制を施行。
- 1920年（大正09年）：ビート（テンサイ）耕作始まる。
- 1921年（大正10年）：川上村（現在の士幌町と上士幌町）、鹿追村（現在の鹿追町）を分村。1級町村となる。
- 1925年（大正14年）：国鉄士幌線（帯広駅－士幌駅間）開通。翌年には上士幌駅まで延伸[11]。音更飛行場開場。
- 1926年（大正15年）：帯広－音更間定期乗合自動車開通。
- 1933年（昭和08年）：雨宮温泉を十勝川温泉と命名。
- 1939年（昭和14年）：士幌線全通（帯広駅－十勝三股駅間）。
- 1940年（昭和15年）：十勝大橋完成。
- 1945年（昭和20年）：帯広・音更・幕別・本別・池田をグラマン艦載機が空襲。
- 1948年（昭和23年）：帯広市立商工高等学校音更分校（現在の北海道音更高等学校）開校。
- 1952年（昭和27年）：十勝沖地震発生。
- 1953年（昭和28年）：町制施行し音更町となる。
- 1954年（昭和29年）：昭和天皇、香淳皇后が町内に行幸啓。十勝川温泉ホテルが御泊所となる。夜、ホテルの前で提灯行列が行われた[12]。
- 1957年（昭和32年）：音更橋が永久橋となる。
- 1960年（昭和40年）：桜が丘団地分譲開始。
- 1967年（昭和42年）：北海道協同乳業（現在のよつ葉乳業）設立。乳製品工場（十勝主管工場）操業。
- 1968年（昭和43年）：十勝沖地震発生。役場木野支所開設。
- 1970年（昭和45年）：開基70年記念式典挙行。町章、町歌、音頭を制定。
- 1971年（昭和46年）：柳町団地分譲開始。音更市街水道給水開始。
- 1974年（昭和49年）：町民憲章制定。音更高等学校道立移管。緑陽台団地、北陽台団地分譲開始。
- 1979年（昭和54年）：柏寿台団地分譲開始。
- 1980年（昭和55年）：開基80年記念式典挙行。町の木（シラカバ）、町の花（スズラン）指定。
- 1982年（昭和57年）：雄飛が丘団地分譲開始。
- 1984年（昭和59年）：北海道立緑ヶ丘病院が帯広市から移転新築。
- 1985年（昭和60年）：岩手県九戸郡軽米町と姉妹提携。
- 1986年（昭和61年）：音更町文化センターオープン。
- 1987年（昭和62年）：国鉄士幌線廃止。
- 1988年（昭和63年）：帯広大谷短期大学が帯広市から移転。
- 1990年（平成02年）：開基90年記念式典挙行。音更町総合体育館「サンドームおとふけ」オープン（音更町武道館は1994年オープン）。
- 1991年（平成03年）：平原大橋（帯広北バイパス）暫定2車線供用（2003年4車線供用）。
- 1993年（平成05年）：「帯広圏地方拠点都市地域基本計画」策定[13]。
- 1994年（平成06年）：共和橋（帯広北バイパス）開通。全線暫定2車線供用開始。
- 1995年（平成07年）：道東自動車道（道東道）音更帯広IC開通。北十勝消防事務組合消防防災庁舎完成。
- 1996年（平成08年）：（新）十勝大橋開通。十勝川アクアパークオープン。道の駅おとふけ登録[14]。
- 1997年（平成09年）：音更町総合福祉センターオープン。
- 1998年（平成10年）：木野引堤事業完了。十勝中央大橋開通。
- 2000年（平成12年）：音更町IC工業団地分譲開始。すずらん大橋開通。開町100年記念式典挙行。音更町温水プール「アクリナちゃっぽ」オープン。
- 2001年（平成13年）：コミュニティバス本運行開始。十勝中央広域農道開通。
- 2003年（平成15年）：北海道立十勝エコロジーパーク一部開園（2008年全面開園）。十勝沖地震発生。
- 2005年（平成17年）：宝来大橋開通。
- 2007年（平成19年）：NHK帯広放送局と民放4局（HBC、STV、HTB、UHB）の地上デジタル放送開始。
- 2010年（平成22年）：翠柳大橋開通。開町110年記念式典挙行。
- 2013年（平成25年）：十勝管内19市町村が「バイオマス産業都市」全国第1号選定[15]。
- 2016年（平成28年）：十勝圏域6消防本部統合し、とかち広域消防事務組合業務開始[16]。ガーデンスパ十勝川温泉オープン。
- 2020年（令和02年）：道の駅ガーデンスパ十勝川温泉登録[17]。
- 2022年（令和04年）：道の駅おとふけ なつぞらのふる里オープン。

## 姉妹都市・提携都市
- 軽米町（岩手県九戸郡）
  - 1985年（昭和60年）10月31日姉妹提携[18]

## 行政
役場
- 音更町役場
  - 木野支所（木野地域町民センター内）

歴代首長
| 戸長 | 戸長       | 戸長                   |
| 歴代 | 氏名       | 就任年月日             |
| ---- | ---------- | ---------------------- |
| 初代 | 大塚伊三郎 | 1901年（明治34年）9月  |
| 2代  | 大谷信夫   | 1904年（明治37年）6月  |
| 村長 |            |                        |
| 初代 | 和知金次郎 | 1906年（明治39年）4月  |
| 2代  | 水越儀一   | 1907年（明治40年）4月  |
| 3代  | 石原重方   | 1913年（大正2年）5月   |
| 4代  | 武智和平   | 1917年（大正6年）4月   |
| 5代  | 竹内令之助 | 1920年（大正9年）4月   |
| 6代  | 中田宮五郎 | 1921年（大正10年）6月  |
| 7代  | 伊福部利三 | 1923年（大正12年）7月  |
| 8代  | 渡辺辰衛   | 1935年（昭和10年）8月  |
| 9代  | 小池清治   | 1943年（昭和18年）12月 |
| 10代 | 神田柳助   | 1947年（昭和22年）4月  |
| 町長 |            |                        |
| 初代 | 神田柳助   | 1953年（昭和28年）7月  |
| 2代  | 本家三郎   | 1963年（昭和38年）2月  |
| 3代  | 平正巳     | 1977年（昭和52年）4月  |
| 4代  | 金子尚一   | 1981年（昭和56年）4月  |
| 5代  | 山口武敏   | 1997年（平成9年）4月   |
| 6代  | 寺山憲二   | 2009年（平成21年）4月  |
| 7代  | 小野信次   | 2017年（平成29年）4月  |

議会
- 議員定数：20人
- 本会議
  - 定例会：年4回（3月、6月、9月、12月）
  - 臨時会
- 常任委員会
  - 総務文教常任委員会
  - 経済建設常任委員会
  - 民生常任委員会
- 特別委員会
- 議会運営委員会

## 官公署
道の機関
- 十勝総合振興局北部耕地出張所[20]
- 十勝総合振興局帯広建設管理部車両センター
- 北海道立緑ケ丘病院

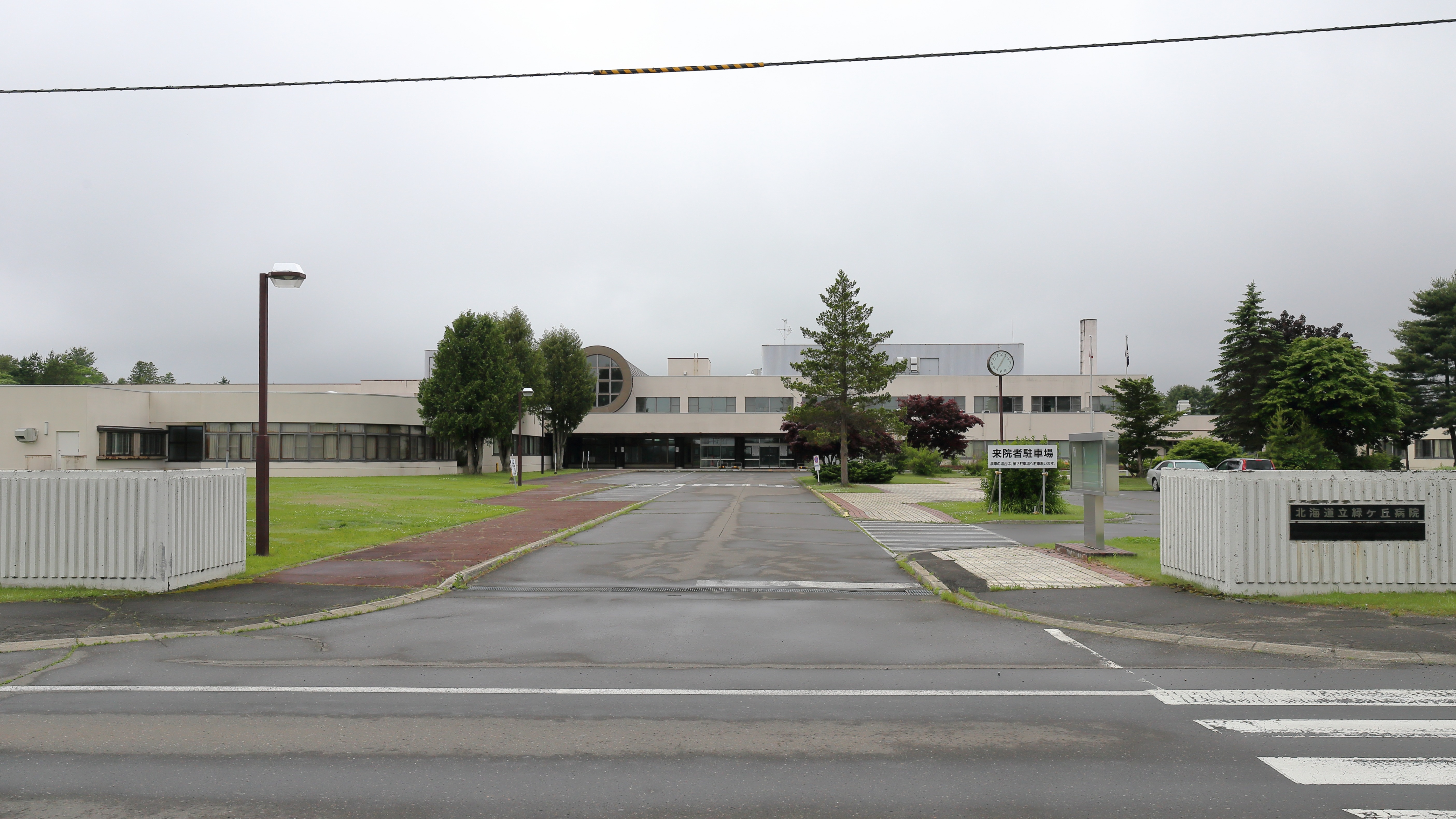
北海道立緑ケ丘病院（2017年6月）

独立行政法人
- 家畜改良センター十勝牧場[21]

特殊法人等
- 東日本高速道路北海道支社帯広管理事務所[22]

## 公共施設
- 音更町文化センター
- 音更町図書館
- 音更町総合体育館「サンドームおとふけ」・音更町武道館
- 音更町温水プール「アクリナちゃっぽ」
- 音更町生涯学習センター（郷土資料室）
- 音更町ふれあい交流館
- 音更町総合福祉センター
- 木野地域町民センター
- 木野コミュニティセンター
- 共栄コミュニティセンター
- 音更町集団研修施設
- 音更町サッカー場（キックロスおとふけ）
- 音更町火葬場
- 音更霊園

## 公的機関
警察
- 北海道警察釧路方面本部
  - 帯広警察署木野交番、音更交番、十勝川温泉駐在所、駒場駐在所
  - 十勝機動警察隊高速道路交通警察隊

消防
- とかち広域消防事務組合音更消防署
  - 駒場分遣所、温泉分遣所

病院
- 音更宏明館病院
- 音更病院
- 帯広徳洲会病院
- 北海道立緑ケ丘病院

コミュニティ放送
- エフエムおびひろ（FM-JAGA）
- おびひろ市民ラジオ（FM WING）

## 教育機関
短期大学
- 帯広大谷短期大学

高等学校
- 北海道音更高等学校

中学校
- 音更町立音更中学校[23]
- 音更町立下音更中学校[23]
- 音更町立駒場中学校[23]
- 音更町立緑南中学校[23]
- 音更町立共栄中学校[23]

小学校
- 音更町立音更小学校[23]
- 音更町立下音更小学校[23]
- 音更町立駒場小学校[23]
- 音更町立下士幌小学校[23]
- 音更町立西中音更小学校[23]
- 音更町立東士狩小学校[23]
- 音更町立東士幌小学校[23]
- 音更町立木野東小学校[23]
- 音更町立柳町小学校[23]
- 音更町立緑陽台小学校[23]
- 音更町立鈴蘭小学校[23]

認定こども園
- 音更認定こども園[24]
- 宝来こども園[24]
- 緑陽台認定こども園[24]
- 駒場認定こども園[24]
- 柳町認定こども園[24]

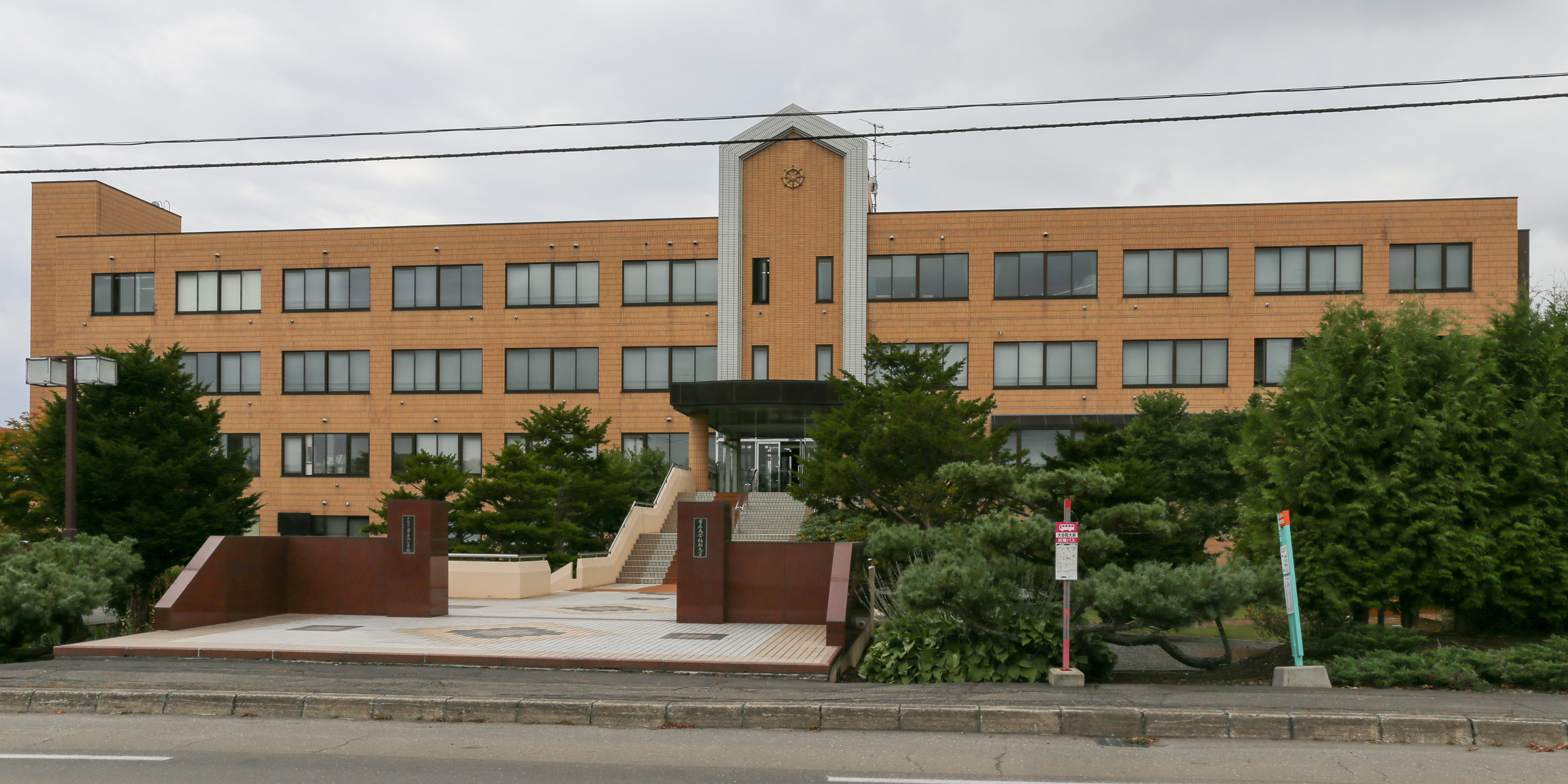
帯広大谷短期大学（2017年9月）

- 認定こども園帯広大谷短期大学附属音更大谷幼稚園[24]

保育園
- 木野北保育園[24]
- 木野南保育園[24]
- 鈴蘭保育園[24]

小規模保育事業所
- 家庭保育園ひまわり[24]
- りとる・ちっぷす音更[24]
- とかち帯広YMCA保育園[24]

家庭的保育事業所
- ゆめのもりほいくえん[24]

幼稚園
- 音更共栄台幼稚園

## 経済・産業

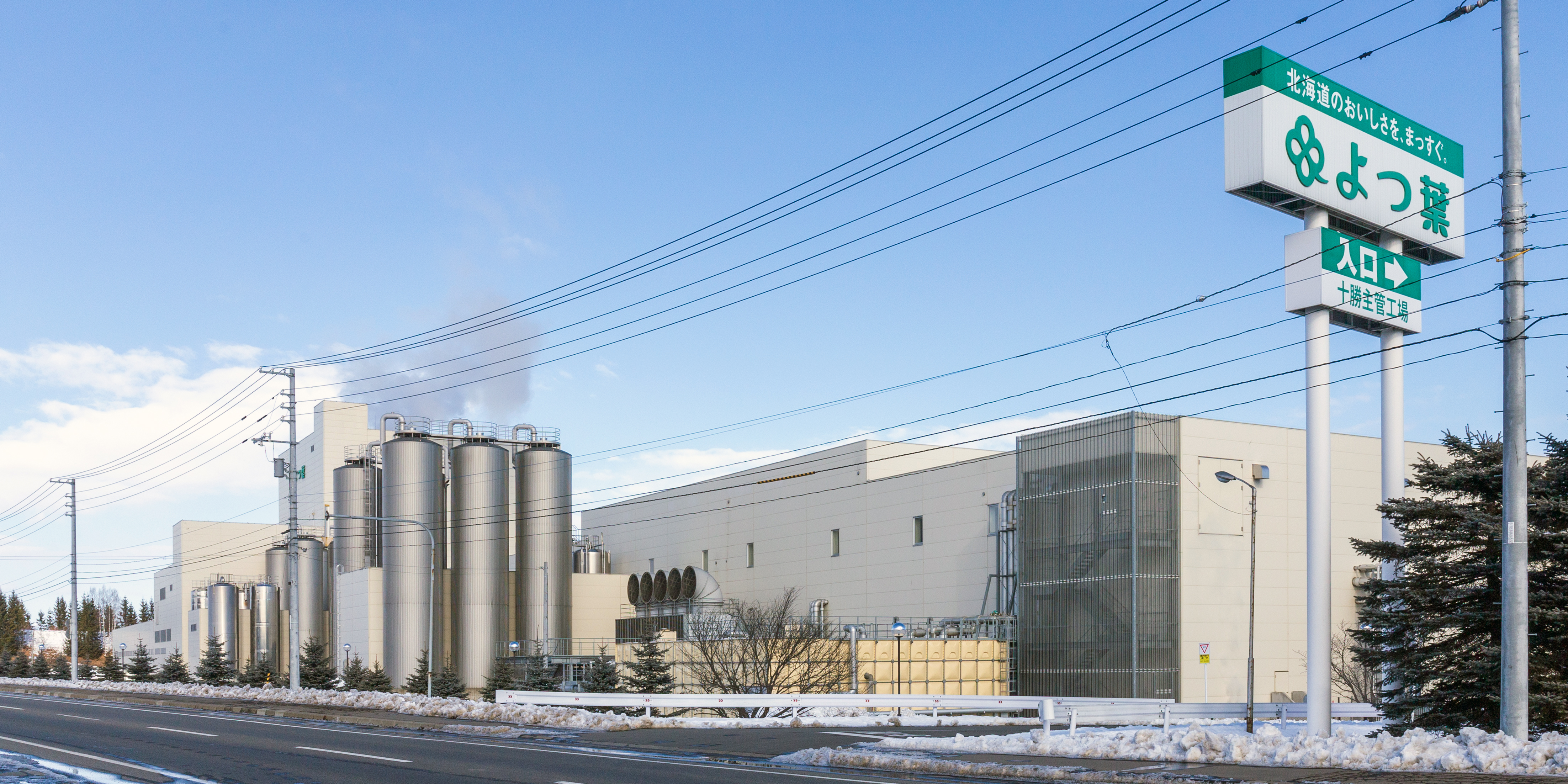
よつ葉乳業十勝主管工場（2020年2月）

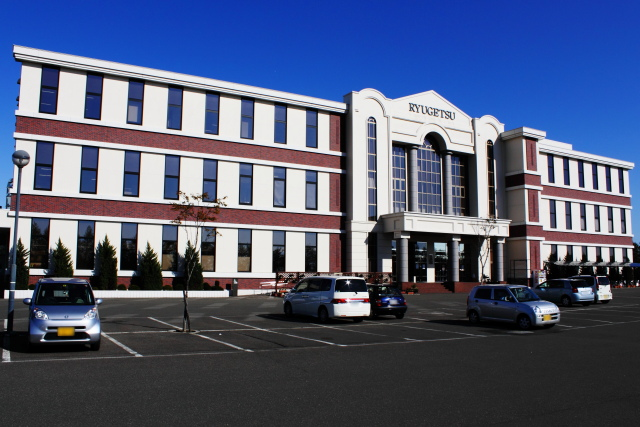
柳月スイートピアガーデン（2009年10月）

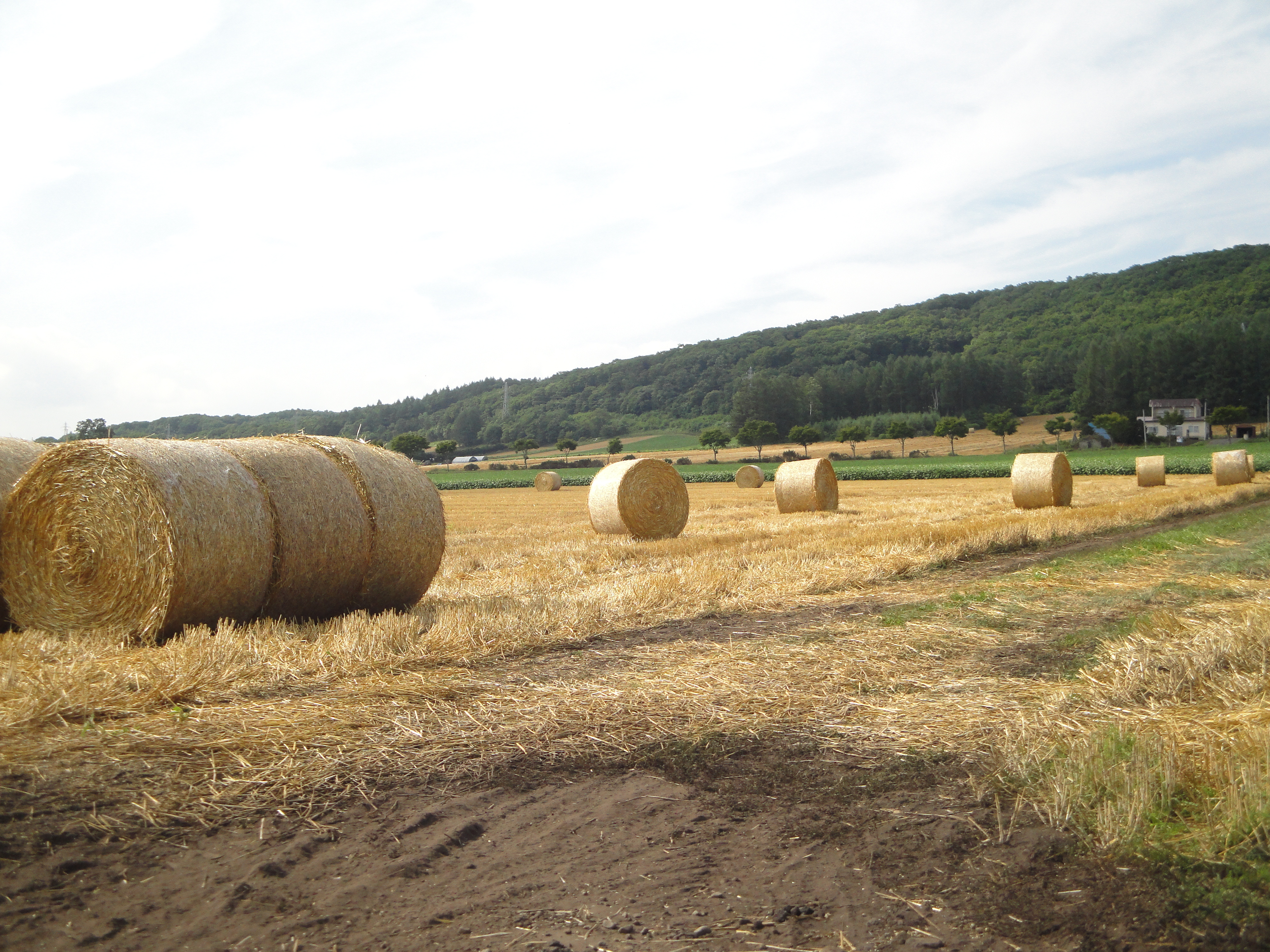
ロールベールが畑に点在する風景。十勝が丘公園西の十勝川温泉北で（2011年8月）

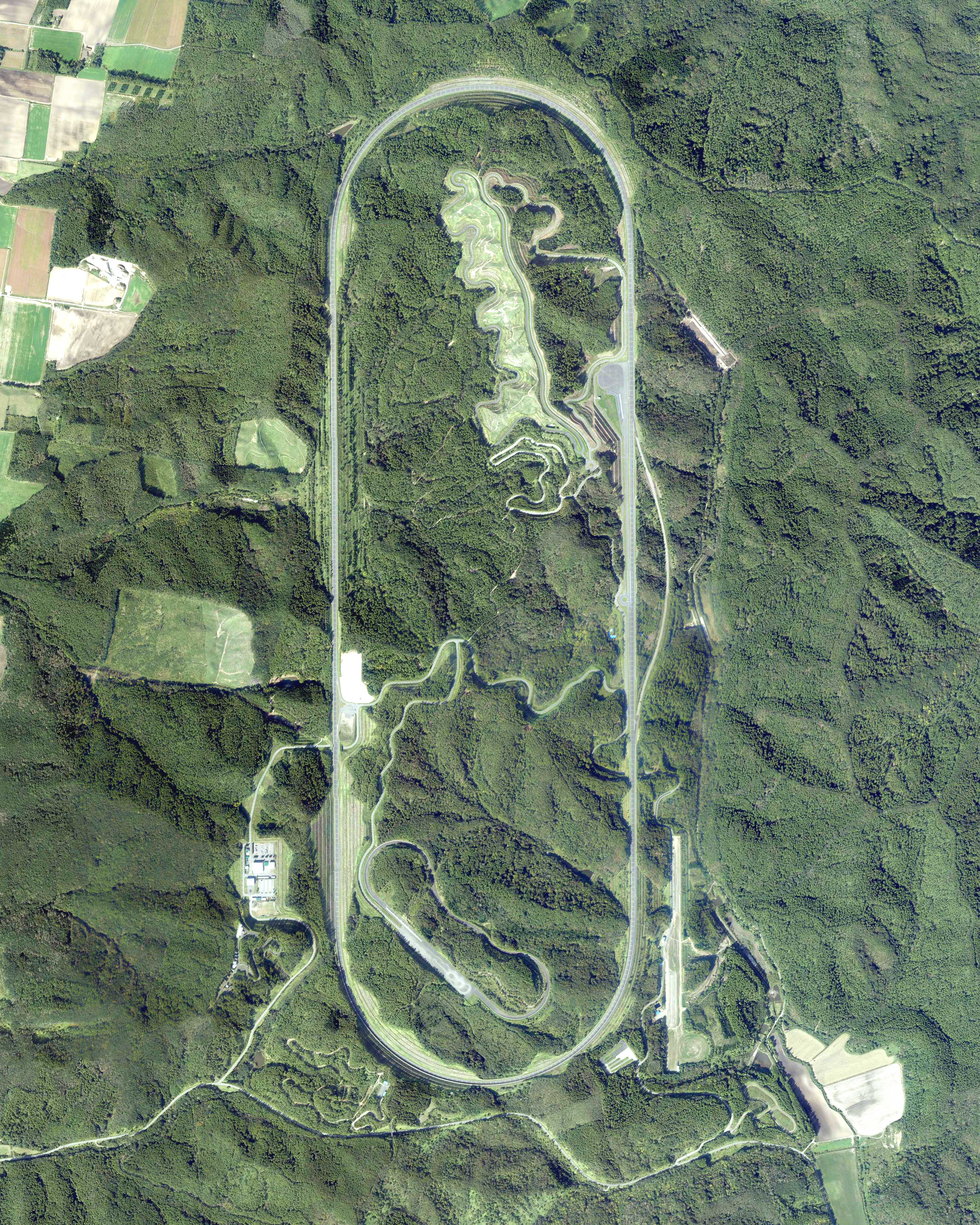
三菱自動車十勝研究所の空中写真。2016年10月2日撮影の4枚を合成作成。。

音更町の基幹産業は農業。恵まれた水利による肥沃な土壌や日照時間が長いことなどにより農業経営を行う上での地形的・気候的条件に恵まれている。主要作物は小麦、ビート（テンサイ）、馬鈴薯（ジャガイモ）、豆類、そ菜などで、酪農も盛んである。十勝川沿いには世界的にも珍しいモール温泉として知られている十勝川温泉があり、2004年（平成16年）に「モール温泉」として「北海道遺産」に選定。2008年（平成20年）には地域団体商標制度を受けて出願していた「十勝川温泉」の商標登録が「地域団体商標」になった。

### 立地企業
50音順
- アース技研
- 旭川中央青果
- アシストワン
- エフビーエス
- 京北運輸
- 象設計集団
- 高野ランドスケーププランニング
- 第一ホテル
- 大同出版紙業
- 道新総合印刷
- ナガワ
- 日農機
- 花畑牧場
- ハタナカ昭和
- 富士レビオ（H.U.グループホールディングス）
- 北星農産
- 北海道コカ・コーラボトリング
- 北海道製鎖
- 北海道拓殖バス
- 三菱自動車工業
- 山本忠信商店
- よつ葉乳業（登記上の本店）
- 柳月（登記上の本店は帯広市）

工業団地
- 開進工業団地
- 音更町IC工業団地[28]

### 組合
- ホクレン農業協同組合連合会（ホクレン）十勝地区家畜市場
- 音更町農業協同組合（JAおとふけ）[29]
- 木野農業協同組合（JA木野）[30]
- 十勝大雪森林組合
- 北海道農業共済組合（NOSAI北海道）十勝北西部事業所・十勝北西部家畜診療所[31]
- 生活協同組合コープさっぽろトドックステーション帯広北

### 商業施設
スーパーマーケット
- イオン北海道（イオングループ）
  - マックスバリュ音更店
- 福原（アークスグループ）
  - フクハラすずらん台店
  - ぴあざフクハラ音更店
- ダイイチ
  - 音更店
  - オーケー店
- 木野農業協同組合（JA木野）
  - ハピオ木野
- ホクレン商事
  - エーコープおとふけ店
- テキサス
  - 売鮮市場どんどん音更店

### 金融機関
- 北洋銀行木野支店
- 北海道銀行音更支店
- 帯広信用金庫音更支店、木野支店
- 網走信用金庫音更支店
- JAバンク北海道（北海道信用農業協同組合連合会）JAおとふけ本所、JA木野本所

### 郵便
- 音更郵便局（集配局）
- 音更大通郵便局
- 音更緑陽台郵便局
- 木野郵便局
- 駒場郵便局
- 鈴蘭郵便局
- 十勝川温泉郵便局
- 音更宝来簡易郵便局
- 音更柳町簡易郵便局
- 上然別簡易郵便局
- 十勝栄簡易郵便局
- 万年簡易郵便局

### 宅配便
- ヤマト運輸道東主管支店音更センター
- 佐川急便帯広営業所（所在地は帯広市）

## 交通

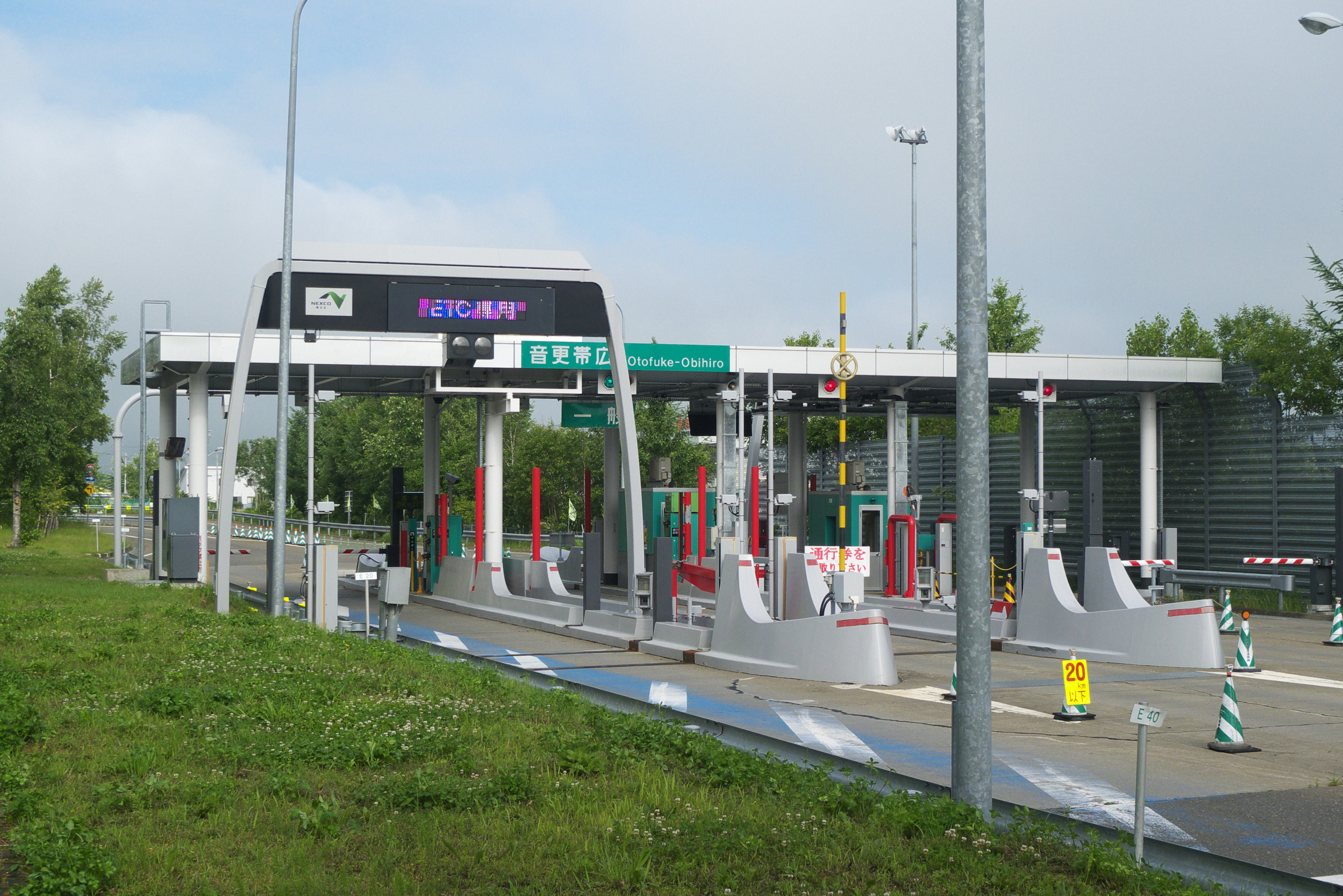
音更帯広IC（2016年7月）

### 空港
町内に空港は存在しない。最寄りの空港は帯広空港。町内発着の連絡バスが1日6往復運行している。かつては北海道内初の民間飛行場である音更飛行場があったほか、陸軍帯広第二飛行場があった。

### 鉄道
町内を鉄道路線は通っていない。鉄道を利用する場合の最寄り駅は、JR北海道根室本線帯広駅。かつては日本国有鉄道士幌線が走っていたが1987年3月23日に廃止された。

#### 廃線となった路線
- 日本国有鉄道（国鉄）
  - 士幌線：木野駅 - 音更駅 - 駒場駅 - 武儀駅

### バス
路線バス
- 十勝バス
- 北海道拓殖バス

コミュニティバス
- 十勝バス
  - 「しらかば号」（本町コース・木野コース）[33]
- 北海道拓殖バス
  - 「すずらん号」（本町コース・木野コース）[33]

空港連絡バス
- 北海道拓殖バス
  - 道の駅おとふけ-とかち帯広空港（帯広市内ホテル経由）

都市間バス
- 北海道中央バス・ジェイ・アール北海道バス・北都交通・十勝バス・北海道拓殖バス（共同運行）
  - 帯広-札幌「ポテトライナー」（音更経由）
- 道北バス・十勝バス・北海道拓殖バス（共同運行）
  - 帯広-旭川「ノースライナー」（三国峠経由）
- 北都交通・帯運観光（共同運行）
  - 十勝川温泉・帯広-新千歳空港「とかちミルキーライナー」
- 北海道拓殖バス
  - 帯広-釧路空港「スイーツライナー」（2023年3月26日より運行休止）[34]。
- 網走観光交通
  - 帯広-阿寒湖温泉「まりもエクスプレス帯広号」

### タクシー
帯広A地区適用地域。
小型車の初乗り上限運賃は550円。大型車の初乗り上限運賃は630円。
- 音更タクシー

### 道路
町内を通る幹線道路は、シーニックバイウェイの「トカプチ雄大空間」になっている。
また、ナショナルサイクルルート「トカプチ400」のルートにもなっている。
高速道路
- 道東自動車道（北海道横断自動車道）：音更帯広IC - 長流枝SIC（仮称）- 長流枝PA

一般国道
- 国道241号（国道273号との重用区間）
  - 帯広北バイパス

都道府県道
- 北海道道31号音更池田線
- 北海道道54号東瓜幕芽室線
- 北海道道73号帯広浦幌線
- 北海道道75号帯広新得線
- 北海道道133号音更新得線
- 北海道道214号川西芽室音更線
- 北海道道239号熊牛音更線
- 北海道道316号上士幌音更線
- 北海道道337号上士幌士幌音更線
- 北海道道415号音更停車場線
- 北海道道498号長流枝内木野停車場線
- 北海道道771号笹川士幌線
- 北海道道977号十勝川温泉帯広自転車道線（自転車専用道路）

道の駅
- おとふけ なつぞらのふる里
- ガーデンスパ十勝川温泉

## 文化財
- 町指定[38]
  - 十勝駒踊 - 十勝駒踊保存会
  - 東士狩獅子舞 - 東士狩獅子舞保存会
  - 矢部獅子舞 - 矢部獅子舞保存会
  - 十勝坊主

## 観光・レジャー
- 道の駅おとふけ なつぞらのふる里
- 十勝川温泉
- 道の駅ガーデンスパ十勝川温泉
- 十勝が丘公園
- 十勝が丘展望台
- 十勝ネイチャーセンター
- 十勝エコロジーパーク
- 家畜改良センター十勝牧場
- 柳月スイートピア・ガーデン
- よつ葉乳業十勝主管工場見学施設「おいしさまっすぐ館」
- 小さな鉄道博物館「十勝晴駅」[39]

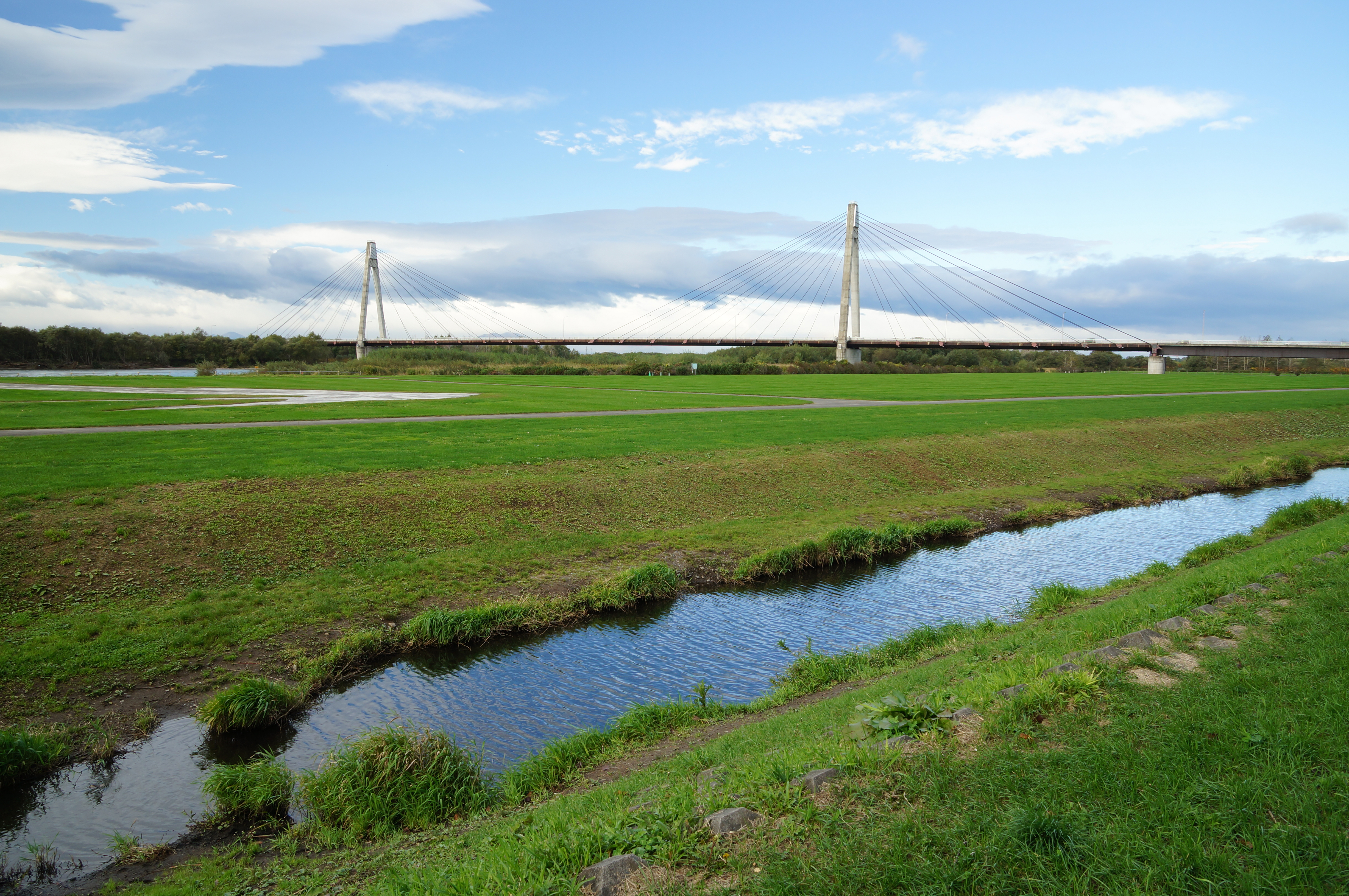
十勝川河畔（十勝川アクアパーク）と十勝中央大橋（2013年10月）
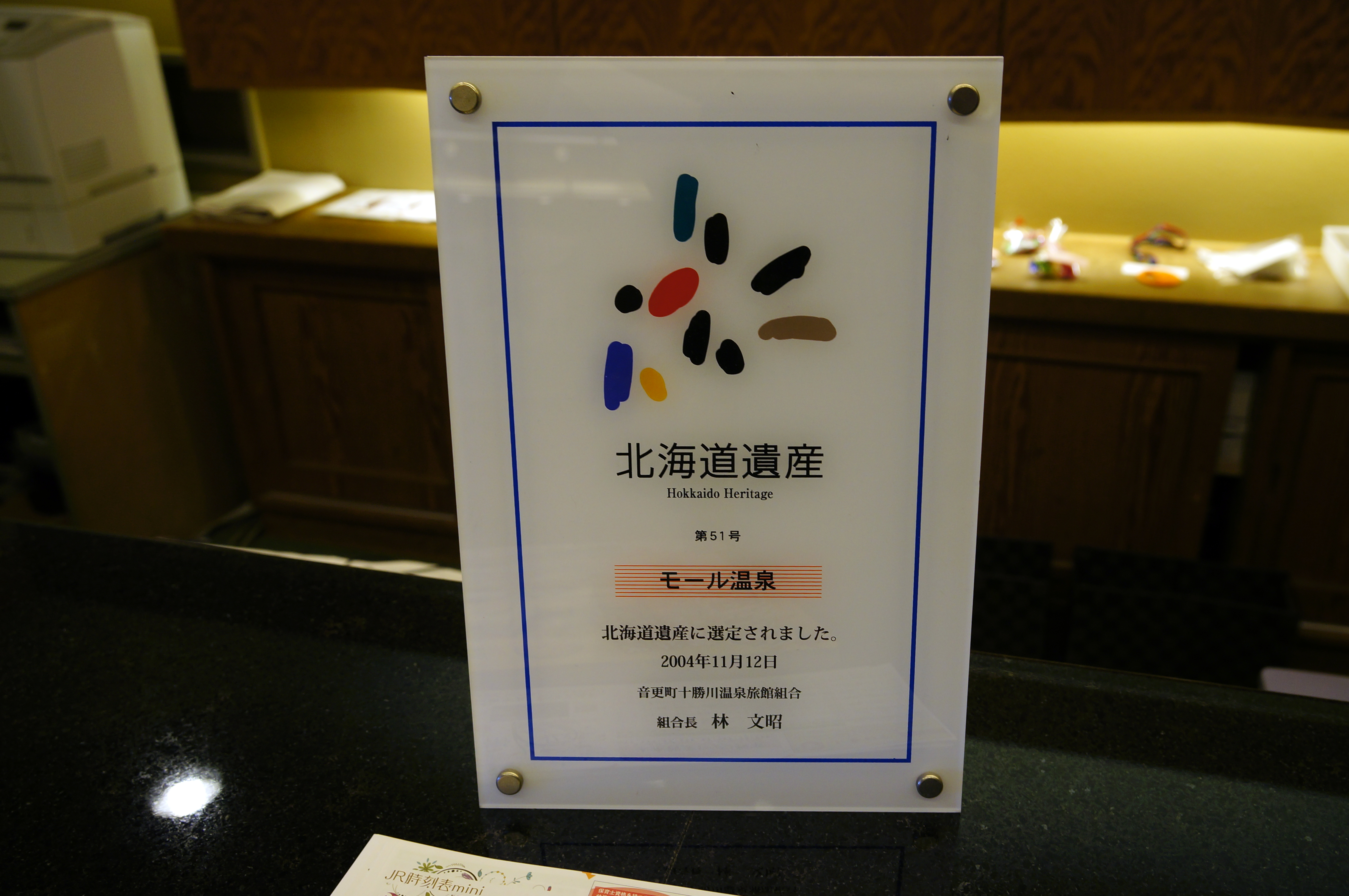
「モール温泉」北海道遺産認定証（2013年10月）
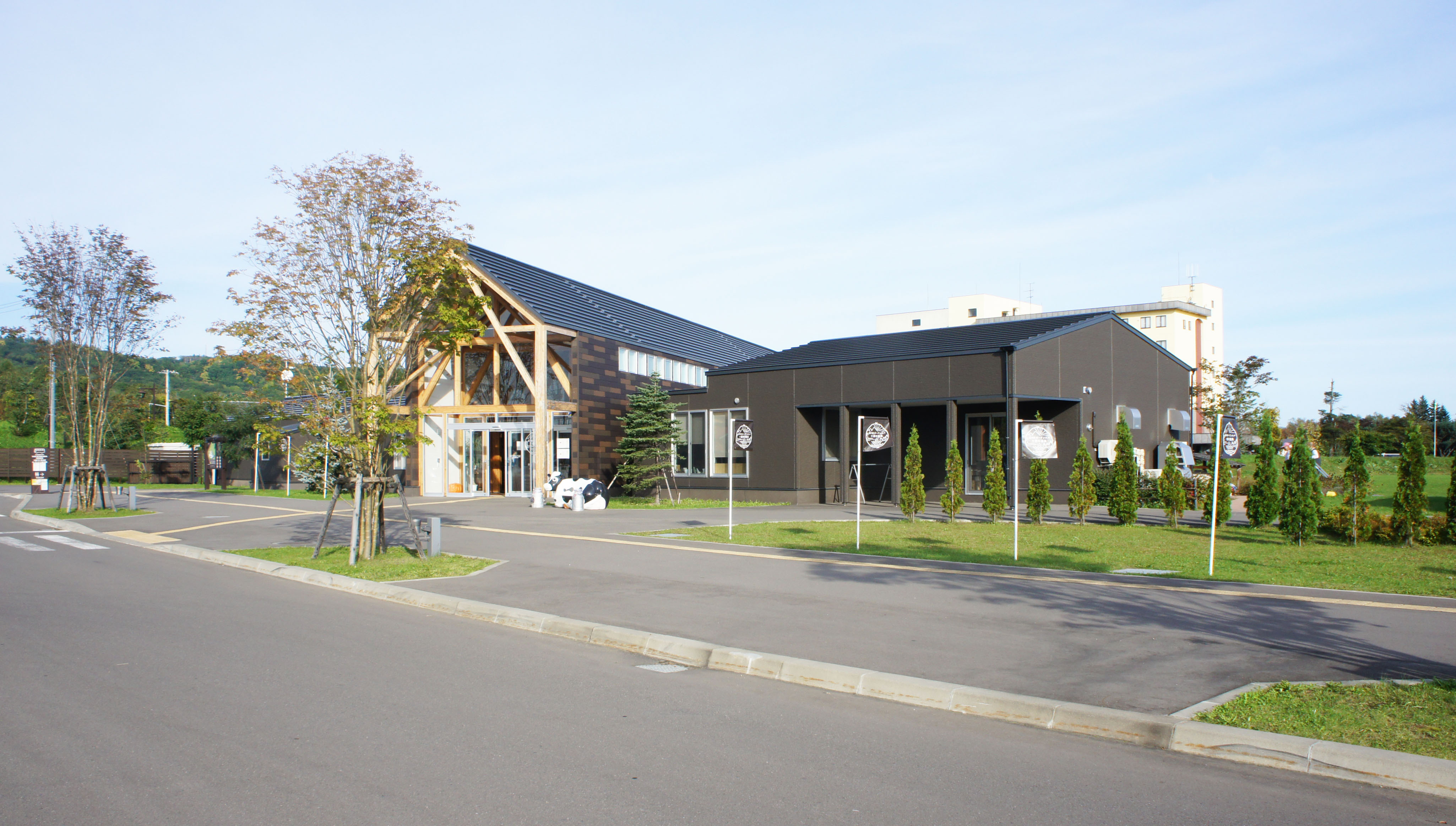
道の駅ガーデンスパ十勝川温泉（2020年9月）
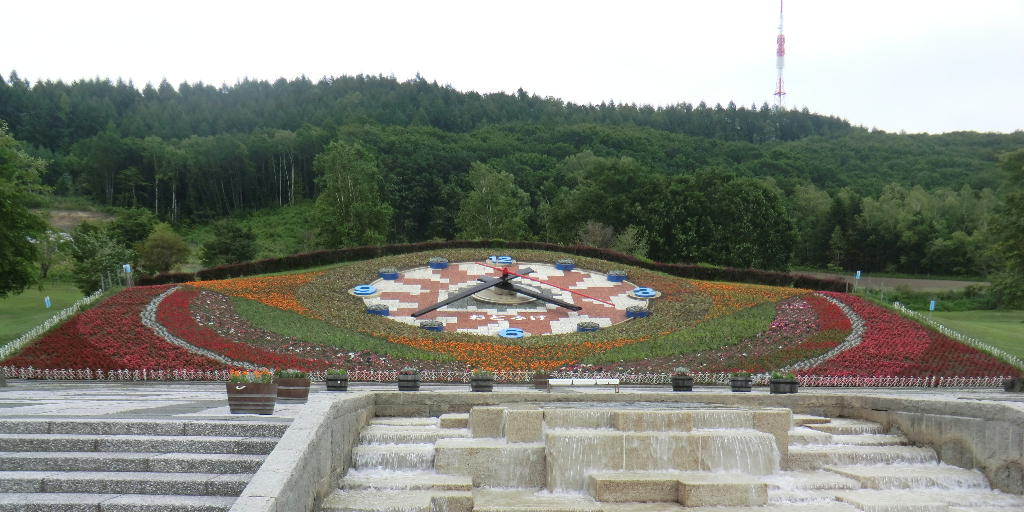
十勝が丘公園の花時計「ハナック」（2015年7月）
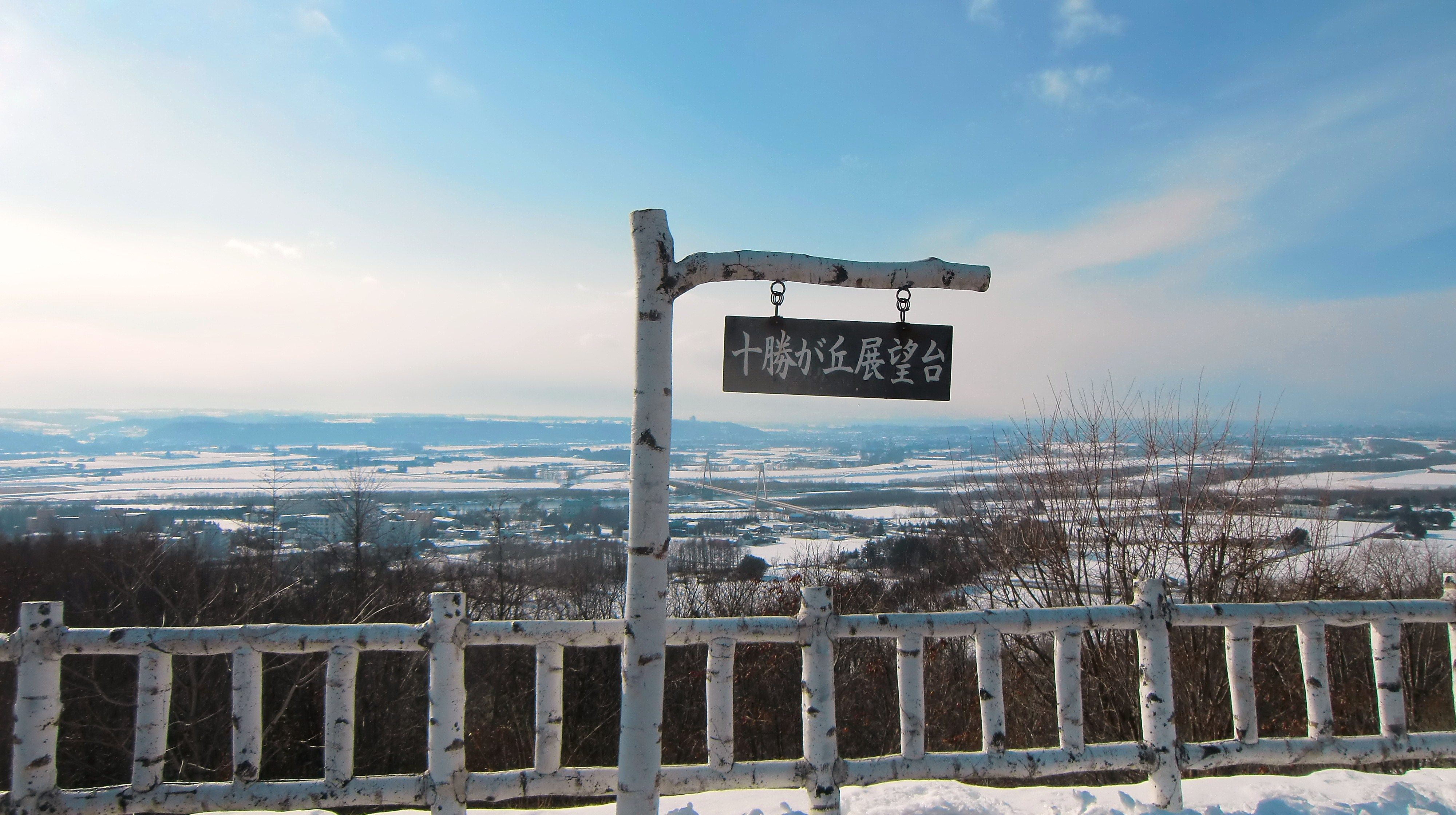
十勝が丘展望台（2011年12月）
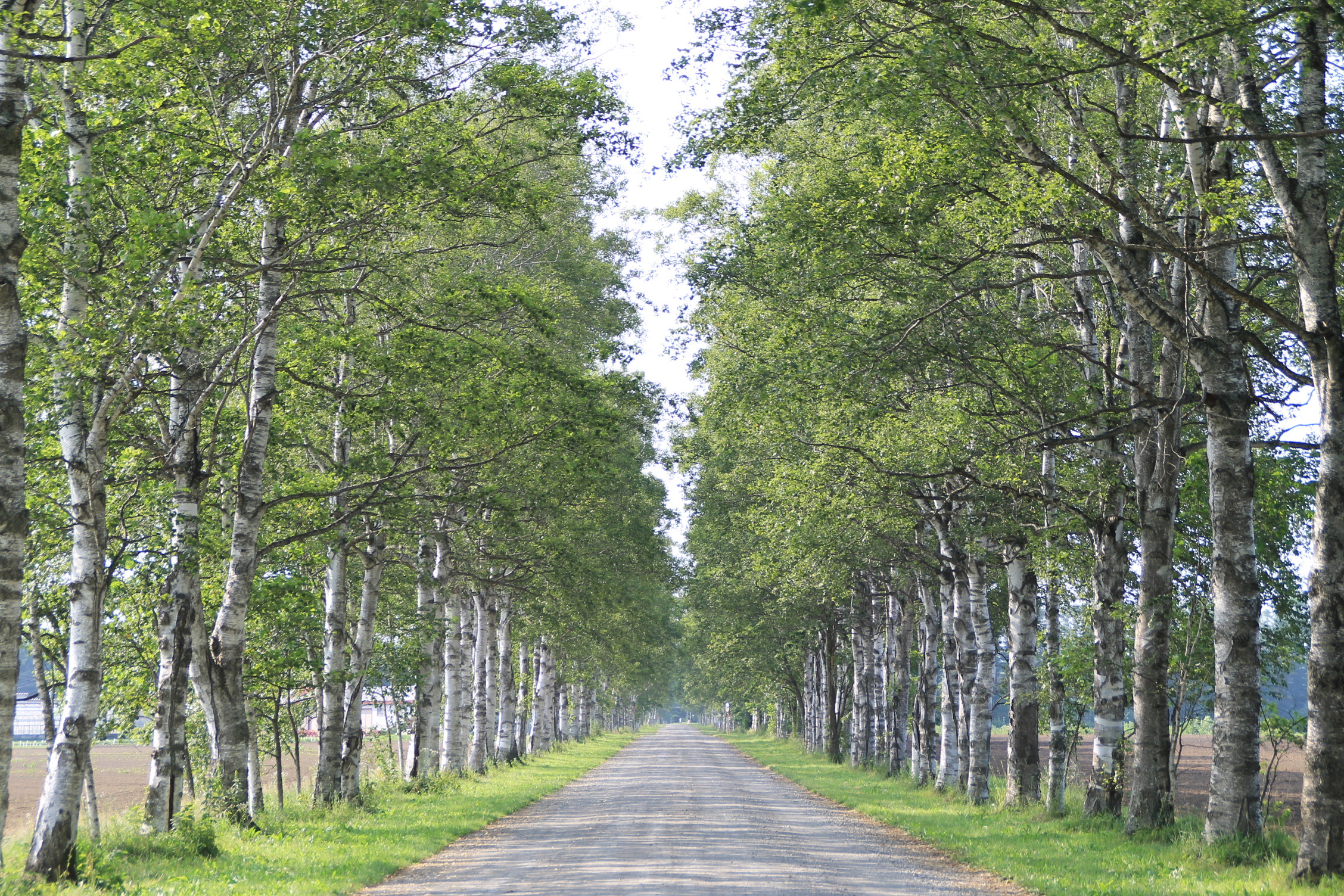
家畜改良センター十勝牧場の白樺並木（2014年8月）

## 祭事・催事
- 十勝川白鳥まつり「彩凛華（さいりんか）」（1月下旬から2月下旬）
- トカプチ雄大シーニックカフェ（4月下旬から9月下旬）
- 鈴蘭公園夜桜ライトアップ（4月下旬から5月上旬）
- 十勝川温泉フットパスウォーキング（6月）
- 花風景「ハナックと花ロード」（6月下旬から7月下旬）
- モール温泉夢ホタル観賞会（7月中旬から7月下旬）
- 十勝川イカダ下り（7月）
- 麦感祭（8月）
- 夏フェスタ納涼花火大会（8月）
- 勝毎花火大会（8月）[40]
- 道新花火大会（8月）
- ラリー北海道（9月）
- オータムフェスタin十勝川（10月上旬から11月上旬）
- 冬華火（ふゆはなび）inなつぞらのふる里（12月）

## 音更町が舞台（ロケ地）となった作品
映画
- 『おしゃべりな写真館』[41]
- 『雪に願うこと』[42]
- 『銀の匙 Silver Spoon』
- 『GTO』

ドラマ
- 『マッサン』[42]

戯曲
- 『火山灰地』

漫画
- 『十勝ひとりぼっち農園』[43]

## 人物
50音順

### 出身人物
- 阿部真弓（元バスケットボール選手）
- AYUMI（モデル）
- 井川空（プロサッカー選手）
- 小野信次（第7代音更町長、元音更町議会議員）
- 小原唯志（競輪選手。元スピードスケート選手）
- 小山田舞（元プロバスケットボール選手）
- 片山楽生（プロ野球選手）
- 草野侑己（プロサッカー選手）
- 草森紳一（評論家）
- 後鳥亮介（indigo la Endメンバー）
- 佐々木ののか（文筆家）
- 島崎京子（元スピードスケート選手）
- 真也（元GHOSTY BLOWメンバー）
- 平吉将（フリーアナウンサー）
- 滝菜月 （日本テレビアナウンサー）
- 遠野千夏（タレント）
- 中川和恵（声優・舞台女優・タレント）
- 流（ながれ）（シンガーソングライター。元三角堂メンバー）
- 西岡和哉（元スピードスケート選手）
- 西川隆宏（ミュージシャン。DREAMS COME TRUE元メンバー）
- 平子裕基（元スピードスケート選手）
- 福井陽翔人（パフォーマー。実業家）
- 藤ノ川武雄（元大相撲力士・第11代伊勢ノ海）
- 三次マキ（漫画家）
- 三谷幸宏（競輪選手。元スピードスケート選手）
- 八木圭一（小説家）
- 山本健太（ミュージシャン。オトナモード元メンバー）
- 横幕智裕（脚本家、構成作家）
- 若松平（調教師）

### ゆかりのある人物
- 伊福部昭（作曲家。幼少時に居住し、アイヌ音楽の影響を受ける）
- 大島優子（女優・タレント。AKB48元メンバー。母親の出身地）
- 久保栄（劇作家・演出家・小説家。戯曲『火山灰地』素材地の標が町内にある[44]。
- 西條奈加（小説家）
- 横山裕二（漫画家）

## 町民憲章・町歌
音更町民憲章
音更町歌
- 作詞：三村洋
- 作曲：伊福部昭
- 昭和45年9月18日制定

## 参考資料
- “音更町地域新エネルギービジョン” (PDF).   音更町 (2006年). 2021年4月14日閲覧。
- “音更町の人口に関する資料” (PDF).   音更町 (2010年). 2016年3月9日時点のオリジナルよりアーカイブ。2021年4月14日閲覧。
- “第5期 音更町総合計画” (PDF).   音更町 (2011年). 2016年11月14日時点のオリジナルよりアーカイブ。2021年4月14日閲覧。